# Мбаїкі
Мбаїкі — місто в Центральноафриканській Республіці, адміністративний центр префектури Лобан і однієї з її трьох субпрефектур. Населення — 25422 осіб. (2013).

## Географія
Місто розташоване на південному заході країни, трохи більше ніж в 31 км від кордону з Республікою Конго та за 65 км з Демократичною Республікою Конго. Відстань до столиці країни, Бангі, приблизно становить 84 км (по прямій; по автодорозі — від 97 до 105 км).

### Клімат
Місто знаходиться у зоні, котра характеризується кліматом тропічних саван. Найтепліший місяць — березень із середньою температурою 25.9 °C (78.6 °F). Найхолодніший місяць — серпень, із середньою температурою 23.5 °С (74.3 °F).
| Клімат Мбаїкі           | Клімат Мбаїкі | Клімат Мбаїкі | Клімат Мбаїкі | Клімат Мбаїкі | Клімат Мбаїкі | Клімат Мбаїкі | Клімат Мбаїкі | Клімат Мбаїкі | Клімат Мбаїкі | Клімат Мбаїкі | Клімат Мбаїкі | Клімат Мбаїкі | Клімат Мбаїкі |
| Показник                | Січ.          | Лют.          | Бер.          | Квіт.         | Трав.         | Черв.         | Лип.          | Серп.         | Вер.          | Жовт.         | Лист.         | Груд.         | Рік           |
| Середня температура, °C | 24,1          | 25,6          | 25,9          | 25,6          | 25,1          | 24,2          | 23,6          | 23,5          | 23,6          | 23,8          | 24,2          | 23,9          | 24,4          |
| Норма опадів, мм        | 22.8          | 43.8          | 113.5         | 136.7         | 162.9         | 163.1         | 182.1         | 229.1         | 212.9         | 212.6         | 96.9          | 31.7          | 1608.1        |
| Днів з опадами          | 2,7           | 5,6           | 9,6           | 11            | 14,4          | 11,9          | 12,9          | 15,7          | 16,3          | 17,8          | 10,8          | 3,9           | 132,6         |
| Вологість повітря, %    | 65.6          | 61.6          | 66            | 71.4          | 77.2          | 81.8          | 85.1          | 83.3          | 81            | 79.5          | 74.5          | 69.6          | 74.7          |
| ----------------------- | ------------- | ------------- | ------------- | ------------- | ------------- | ------------- | ------------- | ------------- | ------------- | ------------- | ------------- | ------------- | ------------- |
| Джерело: Weatherbase    |               |               |               |               |               |               |               |               |               |               |               |               |               |

## Населення
Чисельність населення міста стабільно зростає: якщо в 1988 році тут проживало 16 901 особи, в 1993 — 29 500, в 2003 — 22 166, то в 2013 — 25 422.

## Економіка
Економіка в Мбаікі базується на вирощуванні кави та деревообробці.

## Історія
У 1911 році місто було передано згідно Конго-марокканської угоди між Францією та Німеччини і стало частиною Нового Камеруну. Після Першої світової війни і розділу німецьких колоній між країнами Антанти місто відійшло до Убангі-Шарі. З 1960 року — в складі незалежної Центральноафриканської Республіки.